# Хазенбергль (станция метро)
«Хазенбергль» (нем. Hasenbergl) — станция Мюнхенского метрополитена, расположенная на линии  между станциями «Фельдмохинг» и «Дюльферштрассе». Станция находится в районе Фельдмохинг-Хазенбергль (нем. Feldmoching-Hasenbergl).

## История
Открыта 26 октября 1996 года в составе участка «Дюльферштрассе» — «Фельдмохинг». Станция названа именем района, в котором она находится.

## Архитектура и оформление
Однопролётная станция мелкого заложения, планировалась и оформлялась архитекторами Браун, Хесселбергер и партнёры (нем. Braun, Hesselberger und Partner). Два ряда ламп светят в линзообразную конструкцию из перламутровых металлических панелей равномерно распределяющую свет по платформе. Путевые стены облицованы большими стеклянными панелями, которые также отражают часть света. Примерно на высоте человеческого роста по всей путевой стене проходит красная полоса. Естественно оставленные потолок и верхняя часть путевых стен выкрашены в темно-синий цвет. Платформа выложена по периметру серыми, а в центре светлыми и тёмными треугольными гранитными плитами. Вестибюли выкрашены как путевые стены в синий цвет с россыпями зеркальной мозаики. Имеет два выхода по обоим концам платформы. В восточной части платформы расположен лифт, который идёт через вестибюль на улицу.

## Таблица времени прохождения первого и последнего поезда через станцию

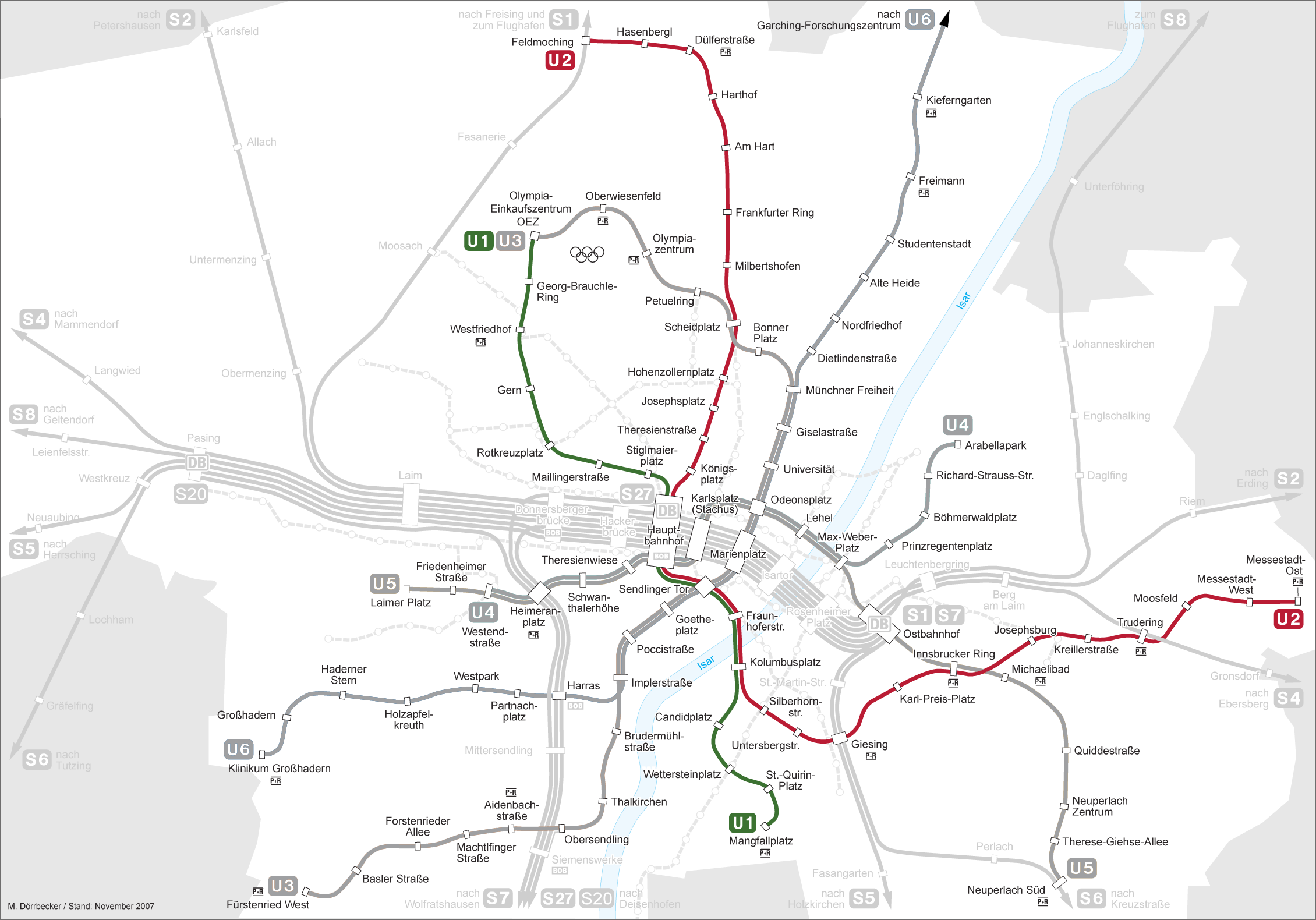
Сеть линий и мюнхенского метро

|                                    | Воскресенье — Четверг (ч:мм) | Пятница — Суббота (ч:мм) |
|                                    | первый                       |                          |
| последний                          |                              |                          |
| В сторону станции «Фельдмохинг»    | 4:51                         | 4:51                     |
| В сторону станции «Фельдмохинг»    | 1:36                         | 2:36                     |
| В сторону станции «Дюльферштрассе» | 4:10                         | 4:10                     |
| В сторону станции «Дюльферштрассе» | 0:55                         | 1:55                     |

## Пересадки
Проходят автобусы следующих линий: 60 и ночной N46.
| Предыдущая станция | Расстояние | Линия | Расстояние | Следующая станция |
| ------------------ | ---------- | ----- | ---------- | ----------------- |
| Фельдмохинг        | 1065 м     |       | 631 м      | Дюльферштрассе    |